# Stenochroma jirouxi
Stenochroma jirouxi là một loài bọ cánh cứng trong họ Cerambycidae.